# Nathan Barr
Nathan Barr (également appelé Nate Barr, né à New York le 9 février 1973) est un compositeur américain de musiques de films et de séries télévisées. Il est connu pour écrire ses partitions et pour jouer lui-même la majorité des instruments entendus dans ses compositions.

## Biographie
Nathan Barr a commencé à étudier la musique à Tokyo, Japon, à l'âge de quatre ans. Son intérêt pour la musique et la collecte des instruments rares et insolites l'amènent à voyager partout dans le monde. Barr a étudié au Skidmore College et a fait une tournée en Italie et en Suisse avec l'ensemble de violoncelles Juilliard en 1993.
En 1996, Barr a déménagé à Los Angeles pour poursuivre une carrière dans la composition de musiques de films et de télévision. Il a commencé sa carrière sous la tutelle du compositeur de renommée mondiale, Hans Zimmer, sur des films comme Pour le pire et pour le meilleur (As Good As It Gets) et Le Prince d'Égypte. Peu après, décroche son premier emploi en solo sur la comédie de Lionsgate Too Smooth. Depuis lors, Barr a travaillé un large éventail de longs métrages et séries télévisées, notamment sur la série à succès de HBO, True Blood et les trois premiers films réalisés par Eli Roth (Cabin Fever, Hostel et Hostel, chapitre II).

## Filmographie

### Cinéma

#### Longs métrages
- 1998 : Hairshirt de Dean Paraskevopoulos
- 1999 : Protect-O-Man de Christopher Shelton
- 1999 : Crazy Connected Thing de Paula Goldberg
- 1999 : Au-delà du ring (Beyond the Mat) de Barry W. Blaustein
- 2000 : Red Dirt de Tag Purvis
- 2000 : Double Down de David Varriale
- 2001 : Venus and Mars de Harry Mastrogeorge
- 2001 : Going Greek de Justin Zackham
- 2002 : Cabin Fever d'Eli Roth (composé avec Angelo Badalamenti)
- 2003 : Briar Patch de Zev Berman
- 2004 : Club Dread de Jay Chandrasekhar
- 2004 : Mojave de David Kebo et Rudi Liden
- 2005 : 2001 Maniacs de Tim Sullivan
- 2005 : Shérif, fais-moi peur (The Dukes of Hazzard) de Jay Chandrasekhar
- 2005 : Hostel d'Eli Roth
- 2006 : Beerfest de Jay Chandrasekhar
- 2007 : Grindhouse (segment Thanksgiving) d'Eli Roth
- 2007 : Rise de Sebastian Gutierrez
- 2007 : Watching the Detectives de Paul Soter
- 2007 : Hostel, chapitre II (Hostel: Part II) d'Eli Roth
- 2008 : Spirits (Shutter) de Masayuki Ochiai
- 2009 : The Slammin' Salmon de Kevin Heffernan
- 2010 : Open House de Andrew Paquin
- 2010 : Le Dernier Exorcisme (The Last Exorcism) de Daniel Stamm
- 2011 : Au bord du gouffre (The Ledge) de Matthew Chapman
- 2013 : Un grand mariage (The Big Wedding) de Justin Zackham
- 2015 : Un voisin trop parfait (The Boy Next Door) de Rob Cohen (composé avec Randy Edelman)
- 2015 : Hollywood Adventures de Timothy Kendall
- 2017 : L'Expérience interdite : Flatliners (Flatliners) de Niels Arden Oplev
- 2018 : The Domestics de Mike P. Nelson
- 2018 : La Prophétie de l'horloge (The House with a Clock in Its Walls) d'Eli Roth
- 2020 : The Hunt de Craig Zobel
- 2020 : The Turning de Floria Sigismondi
- 2021 : Kate de Cédric Nicolas-Troyan

#### Courts métrages
- 1998 : Traveling Companion de Paula Goldberg
- 2005 : My Name Is... de Don Handfield
- 2017 : The Domestics de Matt Carbo

### Télévision

#### Séries télévisées
- 2000 : Fear
- 2001 : Kate Brasher (1 épisode)
- 2008-2014 : True Blood (79 épisodes)
- 2010 : A Drop of True Blood (6 épisodes)
- 2014 : Tumble Leaf (12 épisodes)
- 2013-2015 : Hemlock Grove (33 épisodes)
- 2013-2018 : The Americans (20 épisodes)
- 2015-2017 : Sneaky Pete (10 épisodes)
- 2016 : Greenleaf (13 épisodes)
- 2017 : The Son (8 épisodes)
- 2019 : Carnival Row (18 épisodes)

#### Téléfilms
- 1999 : Une nuit en enfer 3 : La Fille du bourreau (From Dusk Till Dawn 3: The Hangman's Daughter) de P.J. Pesce (vidéo)
- 2000 : Le Virginien (The Virginian) de Bill Pullman
- 2008 : Génération perdue 2 (Lost Boys: The Tribe) de P.J. Pesce (vidéo)
- 2008 : Tortured de Nolan Lebovitz (vidéo)
- 2011 : Hood to Coast de Christoph Baaden et Marcie Hume (documentaire)
- 2017 : A Symphony of Hope de Brian Weidling (documentaire)

## Récompenses
- 2010 : BMI Award pour la bande-originale de la deuxième saison de True Blood (HBO) [3]

- 2009 : Hollywood Media in Music Award de la meilleure bande-originale pour True Blood.

- 2009 : BMI Award pour la bande-originale de True Blood[4]

- 2006 : BMI Award pour la musique de film pour Shérif, fais-moi peur (The Dukes of Hazzard) [5]